# Tesseroplatypus
Tesseroplatypus är ett släkte av skalbaggar. Tesseroplatypus ingår i familjen vivlar.
Kladogram enligt Catalogue of Life:
| Tesseroplatypus | \| \| Tesseroplatypus ursus \| \| \| \| \| \| Tesseroplatypus vegrandis \| \| \| \| |
|                 | \| \| Tesseroplatypus ursus \| \| \| \| \| \| Tesseroplatypus vegrandis \| \| \| \| |
|                 | Tesseroplatypus ursus                                                               |
|                 |                                                                                     |
|                 | Tesseroplatypus vegrandis                                                           |
|                 |                                                                                     |